# پالایشگاه اول مجتمع گازی پارس جنوبی
پالایشگاه اول عنوان اولین پالایشگاه از پالایشگاه‌های گاز پارس جنوبی می‌باشد که طرح توسعه فاز ۱ در آن اجرا شده است.

## موقعیت
این پالایشگاه با مساحتی در حدود ۱۴۱ هکتار در نزدیکی بندر عسلویه و در غرب پالایشگاه دوم (فازهای ۲و۳) و شرق پالایشگاه چهارم (فازهای ۶و۷و۸) واقع شده است.

## ظرفیت
تولید روزانه ۲۵ میلیون متر مکعب گاز شیرین به خط لوله سراسری گاز، ۴۰ هزار بشکه میعانات گازی و ۲۰۰ تن گوگرد به شکل دانه‌بندی شده و ۱۵۰۰ تن گاز مایع.

## مشخصات
فاز ۱ دارای دو سکوی سرچاهی در میدان گازی پارس جنوبی است که هر یک ظرفیت ۱۶ حلقه چاه را دارند و ۶ حلقه از آنها فعال می‌باشد.
فاصله این چاه‌ها از پالایشگاه خشکی ۱۰۵ کیلومتر است که گاز ترش به وسیله دو خط لوله (هر یک به قطر ۳۲ اینچ) به این پالایشگاه منتقل می‌شود.

## تاریخ شروع
طرح توسعه فاز ۱ میدان گازی پارس جنوبی در بهمن ماه ۱۳۷۶ خورشیدی توسط شرکت نفت و گاز پارس، در قالب قرارداد بیع متقابل با مبلغ قرارداد ٧٨٠ میلیون دلار، به شرکت پتروپارس واگذار گردید.

## تاریخ راه‌اندازی
با همکاری شرکت ملی گاز ایران در تاریخ تیرماه ۱۳۸۲ خورشیدی راه‌اندازی این پالایشگاه آغاز شد و در ۲۰ آبان ماه ۱۳۸۳ خورشیدی توسط رئیس جمهور وقت سید محمد خاتمی مورد بهره‌برداری رسمی قرار گرفت.

## پیمانکار (پیمانکاران-مشارکت)
بخش خشکی پالایشگاه اول در مدیریت شرکت ایرانی پتروپارس و بخش فراساحل (دریا) آن حاصل مشارکت شرکت ایرانی صدرا و شرکت کره‌ای سامسونگ است.